# Abel Aguilar
Abel Enrique Aguilar Tapias (Bogotá, 6 de enero de 1985) es un exfutbolista colombiano que jugaba como centrocampista. Debutó en el Club Deportivo Cali en el año 2002, equipo con el que salió campeón del Torneo Finalización 2005 (Colombia) y tuvo una larga trayectoria por Europa, militando en equipos como Udinese, Real Zaragoza, Deportivo La Coruña y Toulouse Football Club. Además fue internacional en múltiples ocasiones con la Selección de fútbol de Colombia participando en las copas mundiales de Brasil 2014 y Rusia 2018

## Trayectoria

### Inicios
Abel Aguilar nació en Bogotá, la capital de Colombia. Allí fue donde empezó a jugar y se formó futbolísticamente, jugando en la Liga de Bogotá con jugadores como Radamel Falcao García, y Stalin Motta. Fue visto por un cazatalentos del Deportivo Cali, el cual lo llevó a la capital del Valle del Cauca; para hacer parte de las inferiores del equipo azucarero. En el año 2002, Abel debutó como futbolista profesional con el Deportivo Cali. Con el Cali, jugaría hasta 2005, y en su etapa en el equipo caleño, fue un jugador importante del plantel siendo subcampeón del Finalización 2003, cuando el Deportivo Cali perdió con el Deportes Tolima. También jugó la Copa Libertadores 2004, donde el Cali llegó a los cuartos de final. En 2005, Abel Aguilar terminó de la mejor manera su etapa en el Deportivo Cali, logrando la octava estrella para el equipo azucarero, ganando el Torneo finalización del 2005.

### Udinese
Abel Aguilar firmó un contrato por cinco temporadas con el Udinese. El equipo italiano primeramente lo cedió al Ascoli, posteriormente al Xerez y en la temporada 2008/09 al Hércules. El 24 de julio de 2009, Udinese cedió a Aguilar una vez más, esta vez por un año con opción de otro adicional al Real Zaragoza. Sin embargo, en julio de 2010 el Real Zaragoza decidió no hacer uso de la opción, y las alternativas pusieron de nuevo al equipo alicantino en la carrera por hacerse a sus servicios, lográndolo al comprar el 10% de sus derechos deportivos al Udinese por una cantidad de 1,5 millones de euros, y firmando un contrato por 4 temporadas hasta el 2014.

### Real Zaragoza
Debutó en la Primera División española en el Real Zaragoza, en un partido disputado el 29 de agosto de 2009 en el estadio de La Romareda contra el Tenerife, correspondiente a la primera jornada de liga, que terminó con el resultado final favorable al Real Zaragoza de 1-0. En el club maño marcó 4 goles en 27 partidos.

### Hércules
En sus logros personales, Abel Aguilar ganó el premio al mejor mediocentro de la Segunda División de España en la temporada 2008-2009, por la buena temporada que tuvo en el Hércules.

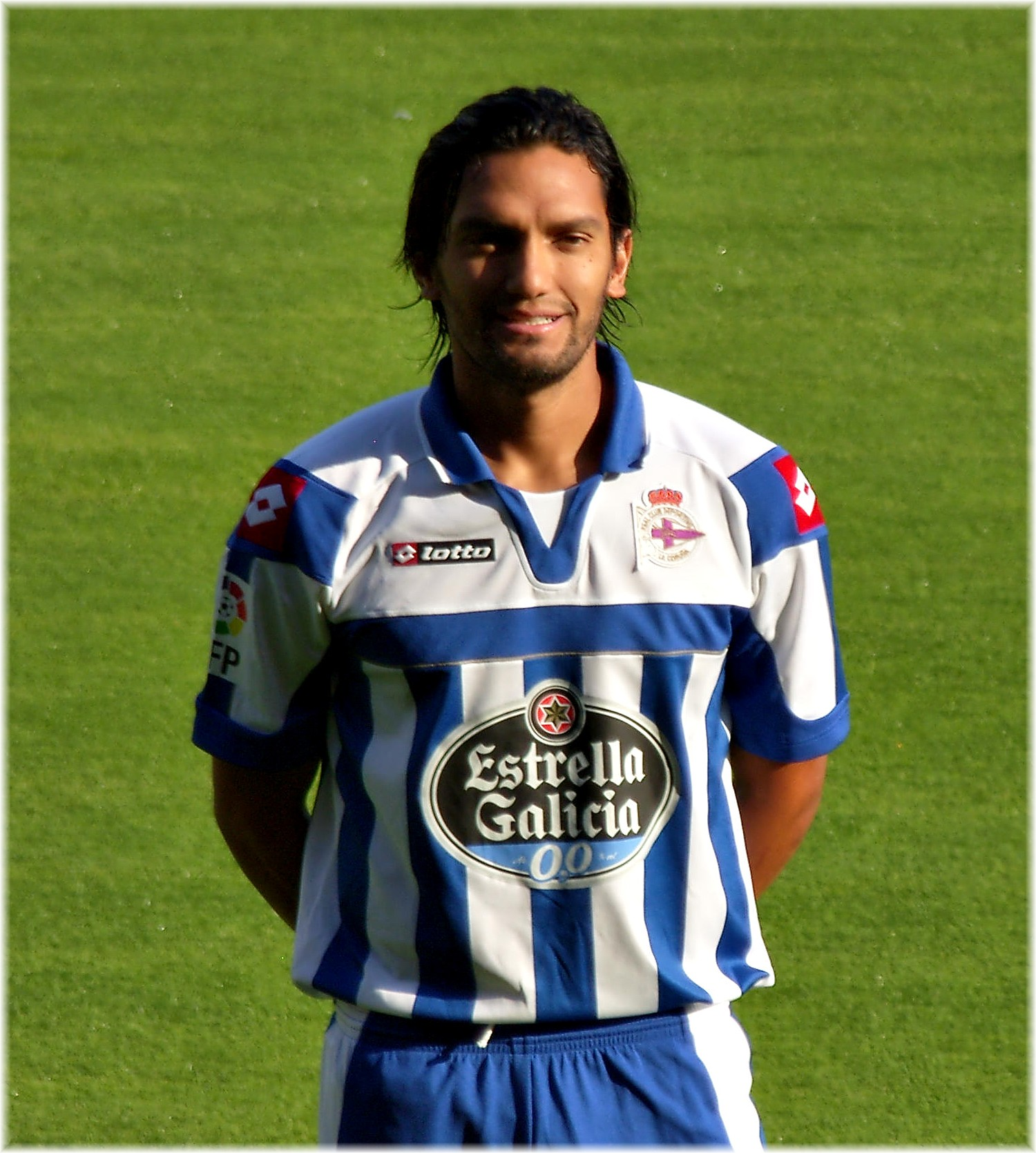
Abel siendo presentado en el Deportivo de La Coruña.

### Toulouse
Su primer gol oficial lo hizo el 20 de octubre de 2013 al Creteil por un partido de la Copa de la Liga en que el resultado terminaría 1-3 en favor de Creteil.
El 7 de julio después de Brasil 2014 se confirmó que habían adquirido su pase y estaría una temporada más con el Toulouse.
El 20 de mayo de 2015 su equipo confirmó que Abel Aguilar se lesionó del tobillo y será baja por tres meses tras una operación, fue baja durante lo que quedaba de temporada y de la Selección Colombia por lo que se pierde la Copa América 2015.

### Belenenses
El día 1 de febrero del 2016 se da por hecho la llegada del colombiano al Belenenses, cedido con opción de compra. Su debut sería el 5 de febrero en la derrota 5-0 frente al Benfica jugando todo el partido. Su primer gol lo marcaría el 13 de febrero dándole la victoria a su club 3-2 contra el Moreirense.

### Deportivo Cali
El 12 de junio sería confirmado su regreso al Deportivo Cali después de once años. Su debut sería el 10 de julio en el Estadio Manuel Murillo Toro de Ibagué frente al Deportes Tolima. Su primer gol lo marcaría el 28 de julio por el partido de ida de los octavos de final en el clásico frente al América de Cali.
Su primer partido por una copa internacional lo jugaría el 10 de mayo en la derrota como visitantes 2-1 frente a Sportivo Luqueño aunque clasificarían a la siguiente fase de la Copa Sudamericana 2017, jugaría 66 minutos.
Su primer gol del 2018 lo marca el 31 de marzo en la goleada 3 por 0 sobre el Independiente Santa Fe.

### Dallas
El 27 de agosto de 2018 el jugador Abel Aguilar mediante sus páginas oficiales de Twitter e Instagram, confirma que es nuevo jugador del FC Dallas. Debuta el 1 de septiembre en la victoria 4 a 2 sobre Houston Dynamo ingresando al minuto 77 por su compatriota Harold Santiago Mosquera.

### Unión Magdalena
Tras el anuncio de Luis Eduardo Méndez, el 15 de diciembre de 2018 se confirma su vuelta al Fútbol Profesional Colombiano esta vez como nuevo refuerzo del Unión Magdalena, equipo que volvería a jugar en la Categoría Primera A tras jugar 13 años en la Categoría Primera B. El 24 de febrero marca su primer gol con el club banarero dándole la victoria por la mínima sobre el Atlético Nacional. El 10 de agosto vuelve a marcar gol marcando en la victoria 2 por 0 sobre su exequipo el Deportivo Cali, vuelve a marcar el 4 de septiembre el primer gol de la remontada 2 por 1 Millonarios FC.

### Trayectoria periodística
El 11 de noviembre de 2020 se incorporó al equipo del Gol Caracol para comentar junto a Javier Hernández Bonnet los partidos de las Eliminatorias para la Copa Mundial de Catar 2022, ya que su anterior comentarista acompañante, el director técnico Rafael Dudamel, se convirtió en entrenador del Club Universidad de Chile.
El 12 de noviembre debutó como comentarista de la cadena al lado de Hernández Bonnet y el relator Pepe Garzón en el partido entre Argentina y Paraguay, que terminó en empate, dejando así diversas impresiones entre el público colombiano con respecto a su análisis deportivo. Al día siguiente comenta su primer partido de la Selección Colombia nuevamente junto a Hernández Bonnet y el relator Carlos Alberto Morales, voz principal de la cadena, en la derrota ante la Selección de Uruguay en Barranquilla, donde también fue tema de conversación entre el público colombiano ya que se notaron algunos cambios en sus comentarios con respecto a su transmisión de debut en el canal.
Actualmente, se mantiene como el comentarista acompañante de Javier Hernández Bonnet en el Gol Caracol. Sin embargo, su protagonismo disminuyó con el regreso de Rafael Dudamel.

## Selección nacional
Abel Aguilar debutó en la selección de Colombia en la Copa América de 2004 que se realizó en Perú. Allí, el centrocampista anotó dos goles, uno contra la selección anfitriona en la primera fase, los cuales ayudaron a su país a llegar hasta las semifinales del torneo.
El 6 de junio de 2011 fue convocado por el técnico Hernán Darío Gómez para jugar en la Copa América 2011 que se realizó en Argentina.
Después de que Águilar disputara la Copa América 2011, fue citado por Leonel Álvarez para el inicio de las eliminatorias al mundial de Brasil 2014 donde obtuvo con su selección un triunfo en Bolivia, un empate frente a Venezuela y una derrota frente a Argentina, estas dos últimas en suelo colombiano. Tras el despido del entrenador Álvarez, la Federación Colombiana de Fútbol nombró a José Néstor Pékerman como nuevo adiestrador del equipo. El argentino llamó nuevamente a Águilar para un amistoso frente a México donde los cafeteros derrotaron a los aztecas 0-2, pero justo antes de reanudar las eliminatorias al mundial de Brasil 2014, se lesionó y no pudo jugar frente a Perú y Ecuador, ambas en condición de visitante. Tuvo posteriormente una destacada actuación en el partido de su selección contra Uruguay en Barranquilla que ganó Colombia por 4-0 en septiembre de 2012, en la fecha siguiente de eliminatorias ante Chile en santiago fue expulsado por doble amarilla perdiéndose así el partido frente a Paraguay.
El 13 de mayo de 2014 fue convocado por el entrenador José Pekerman en la lista preliminar de 30 jugadores con miras a la Copa Mundial de Fútbol de 2014. Finalmente, fue incluido en la nómina definitiva de 23 jugadores el 2 de junio.
El 11 de mayo de 2015 fue seleccionado por José Pekerman en los 30 pre-convocados para disputar la Copa América 2015.
Tras una lesión en el tobillo es baja por tres meses por lo que se pierde la Copa América 2015.
El 17 de marzo de 2016 fue seleccionado por José Pekerman en los 26 convocados para disputar los partidos de eliminatoria contra Bolivia y Ecuador volviendo después de casi un año a la selección.
El 14 de mayo de 2018 fue incluido por el entrenador José Pekerman en la lista preliminar de 35 jugadores para disputar la Copa Mundial de Fútbol de 2018. Finalmente sería seleccionado en la lista de 23 jugadores, debuta en la goleada 3 por 0 frente a Polonia donde sale lesionado en el primer tiempo no pudiendo jugar más el campeonato, caen eliminados por penales en los octavos de final frente a Inglaterra.

### Participaciones enSudamericano Sub-20
| Campeonato                  | Sede     | Resultado   |
| --------------------------- | -------- | ----------- |
| Sudamericano Sub-20 de 2003 | Uruguay  | Clasificado |
| Sudamericano Sub-20 de 2005 | Colombia | Campeón     |

### Participaciones enEliminatorias al Mundial
| Eliminatoria                            | Sede del Mundial       | Posición               | Resultado   | PJ | GA | Asis |
| --------------------------------------- | ---------------------- | ---------------------- | ----------- | -- | -- | ---- |
| Eliminatorias Mundial de Sudáfrica 2010 | Sudáfrica              | 7ºlugar 23pts          | Eliminado   | 7  | 0  | 0    |
| Eliminatorias Mundial de Brasil 2014    | Brasil                 | 2°lugar 30pts          | Clasificado | 11 | 0  | 0    |
| Eliminatorias Mundial de Rusia 2018     | Rusia                  | 4°lugar 27pts          | Clasificado | 8  | 1  | 0    |
| Total en Eliminatorias                  | Total en Eliminatorias | Total en Eliminatorias | 2/3         | 26 | 1  | 0    |

### Participaciones enCopas del Mundo
| Mundial                  | Sede                     | Resultado                | PJ | GA | Asis |
| ------------------------ | ------------------------ | ------------------------ | -- | -- | ---- |
| Copa Mundial Sub-20 2003 | EAU                      | Tercer lugar             | 7  | 1  | 0    |
| Copa Mundial Sub-20 2005 | Países Bajos             | Octavos de final         | 4  | 0  | 1    |
| Mundial de Brasil 2014   | Brasil                   | Cuartos de final         | 3  | 0  | 2    |
| Mundial de Rusia 2018    | Rusia                    | Octavos de final         | 1  | 0  | 0    |
| Total en Copas del Mundo | Total en Copas del Mundo | Total en Copas del Mundo | 15 | 1  | 3    |

### Participaciones enCopas América
| Copa América           | Sede                   | Resultado              | PJ | GA | Asis |
| ---------------------- | ---------------------- | ---------------------- | -- | -- | ---- |
| Copa América 2004      | Perú                   | Cuarto lugar           | 6  | 2  | 0    |
| Copa América 2011      | Argentina              | Cuartos de final       | 4  | 0  | 0    |
| Total en Copas América | Total en Copas América | Total en Copas América | 10 | 2  | 0    |

### Participaciones enCopas Oro
| Copa Oro            | Sede           | Resultado   | PJ | GA | Asis |
| ------------------- | -------------- | ----------- | -- | -- | ---- |
| Copa de Oro de 2005 | Estados Unidos | Semifinales | 5  | 2  | 0    |

### Goles internacionales
| # | Fecha                 | Lugar                                                          | Rival             | Gol | Resultado | Competición              |
| - | --------------------- | -------------------------------------------------------------- | ----------------- | --- | --------- | ------------------------ |
| 1 | 12 de julio de 2004   | Estadio Mansiche, Trujillo, Perú                               | Perú              | 2-0 | 2-2       | Copa América 2004        |
| 2 | 17 de julio de 2004   | Estadio Mansiche, Trujillo, Perú                               | Costa Rica        | 1-0 | 2-0       | Copa América 2004        |
| 3 | 12 de julio de 2005   | Orange Bowl, Miami, Estados Unidos                             | Trinidad y Tobago | 1-0 | 2-0       | Copa de Oro 2005         |
| 4 | 17 de julio de 2005   | Reliant Stadium, Houston, Estados Unidos                       | México            | 2-1 | 2-1       | Copa de Oro 2005         |
| 5 | 25 de junio de 2011   | Atanasio Girardot, Medellín, Colombia                          | Senegal           | 1-0 | 2-0       | Amistoso internacional   |
| 6 | 6 de febrero de 2013  | Sun Life Stadium, Miami, Estados Unidos                        | Guatemala         | 3-0 | 4-1       | Amistoso internacional   |
| 7 | 30 de marzo de 2015   | Estadio Jeque Zayed, Abu Dabi, Kuwait                          | Kuwait            | 1-0 | 3-1       | Amistoso internacional   |
| 8 | 11 de octubre de 2016 | Estadio Metropolitano Roberto Meléndez, Barranquilla, Colombia | Uruguay           | 1-0 | 2-2       | Eliminatorias Rusia 2018 |

## Clubes
| Club                   | País           | Año         |
| ---------------------- | -------------- | ----------- |
| Deportivo Cali         | Colombia       | 2002 - 2005 |
| Udinese                | Italia         | 2005 - 2007 |
| Xerez                  | España         | 2007 - 2008 |
| Hércules               | España         | 2008 - 2009 |
| Real Zaragoza          | España         | 2009 - 2010 |
| Hércules               | España         | 2010 - 2012 |
| Deportivo de La Coruña | España         | 2012 - 2013 |
| Toulouse               | Francia        | 2013 - 2016 |
| Belenenses             | Portugal       | 2016        |
| Deportivo Cali         | Colombia       | 2016 - 2018 |
| Dallas                 | Estados Unidos | 2018        |
| Unión Magdalena        | Colombia       | 2019        |

## Estadísticas
| Club                            | Temporada           | Liga  | Liga  | Copas Nacionales | Copas Nacionales | Copas Internacionales | Copas Internacionales | Total | Total |
| Club                            | Temporada           | Part. | Goles | Part.            | Goles            | Part.                 | Goles                 | Part. | Goles |
| ------------------------------- | ------------------- | ----- | ----- | ---------------- | ---------------- | --------------------- | --------------------- | ----- | ----- |
| Deportivo Cali · Colombia       | 2002-05             | 87    | 3     | 0                | 0                | -                     | -                     | 87    | 3     |
| Deportivo Cali · Colombia       | Total               | 87    | 3     | 0                | 0                | 0                     | 0                     | 87    | 3     |
| Udinese · Italia                | 2005-06             | 2     | 0     | 2                | 0                | 6                     | 0                     | 10    | 0     |
| Udinese · Italia                | 2006-07             | 0     | 0     | 1                | 0                | -                     | -                     | 1     | 0     |
| Udinese · Italia                | Total               | 2     | 0     | 3                | 0                | 6                     | 0                     | 11    | 0     |
| Xerez · España                  | 2006-07             | 18    | 1     | 0                | 0                | -                     | -                     | 18    | 1     |
| Xerez · España                  | 2007-08             | 30    | 2     | 2                | 0                | -                     | -                     | 32    | 2     |
| Xerez · España                  | Total               | 48    | 3     | 2                | 0                | 0                     | 0                     | 50    | 3     |
| Hércules · España               | 2008-09             | 35    | 9     | 1                | 0                | -                     | -                     | 36    | 9     |
| Hércules · España               | Total               | 35    | 9     | 1                | 0                | 0                     | 0                     | 36    | 9     |
| Real Zaragoza · España          | 2009-10             | 27    | 4     | 2                | 0                | -                     | -                     | 29    | 4     |
| Real Zaragoza · España          | Total               | 27    | 4     | 2                | 0                | 0                     | 0                     | 29    | 4     |
| Hércules · España               | 2010-11             | 34    | 0     | 2                | 1                | -                     | -                     | 36    | 1     |
| Hércules · España               | 2011-12             | 36    | 4     | 0                | 0                | -                     | -                     | 36    | 4     |
| Hércules · España               | Total               | 70    | 4     | 2                | 1                | 0                     | 0                     | 72    | 5     |
| Deportivo de La Coruña · España | 2012-13             | 28    | 3     | 0                | 0                | -                     | -                     | 28    | 3     |
| Deportivo de La Coruña · España | Total               | 28    | 3     | 0                | 0                | 0                     | 0                     | 28    | 3     |
| Toulouse Francia                | 2013-14             | 28    | 1     | 4                | 1                | -                     | -                     | 32    | 2     |
| Toulouse Francia                | 2014-15             | 21    | 0     | 2                | 0                | -                     | -                     | 23    | 0     |
| Toulouse Francia                | 2015-16             | 3     | 0     | 0                | 0                | -                     | -                     | 3     | 0     |
| Toulouse Francia                | Total               | 52    | 1     | 6                | 1                | 0                     | 0                     | 58    | 2     |
| Belenenses Portugal             | 2015-16             | 9     | 1     | 0                | 0                | -                     | -                     | 9     | 1     |
| Belenenses Portugal             | Total               | 9     | 1     | 0                | 0                | 0                     | 0                     | 9     | 1     |
| Deportivo Cali · Colombia       | 2016                | 16    | 0     | 3                | 1                | -                     | -                     | 19    | 1     |
| Deportivo Cali · Colombia       | 2017                | 25    | 0     | 4                | 0                | 3                     | 0                     | 32    | 0     |
| Deportivo Cali · Colombia       | 2018                | 14    | 1     | 0                | 0                | 2                     | 0                     | 16    | 1     |
| Deportivo Cali · Colombia       | Total               | 55    | 1     | 7                | 1                | 5                     | 0                     | 67    | 2     |
| Dallas Estados Unidos           | 2018                | 6     | 0     | 0                | 0                | 0                     | 0                     | 6     | 0     |
| Dallas Estados Unidos           | Total               | 6     | 0     | 0                | 0                | 0                     | 0                     | 6     | 0     |
| Unión Magdalena · Colombia      | 2019                | 41    | 4     | 0                | 0                | -                     | -                     | 41    | 4     |
| Unión Magdalena · Colombia      | Total               | 41    | 4     | 0                | 0                | 0                     | 0                     | 41    | 4     |
| Total en su carrera             | Total en su carrera | 460   | 33    | 23               | 3                | 11                    | 0                     | 494   | 36    |

## Palmarés

### Campeonatos nacionales
| Título              | Club           | País     | Año  |
| ------------------- | -------------- | -------- | ---- |
| Torneo Finalización | Deportivo Cali | Colombia | 2005 |

### Copas internacionales
| Título              | Club                 | País     | Año  |
| ------------------- | -------------------- | -------- | ---- |
| Sudamericano Sub-20 | Selección Colombiana | Colombia | 2005 |

### Distinciones individuales
| Distinción                                                              | Año  |
| ----------------------------------------------------------------------- | ---- |
| Mejor Medio-centro de la Segunda División de España 2008-09 Premios LFP | 2009 |